# Olimpiai érmesek listája röplabdában
Ez a lap az olimpiai érmesek listája röplabdában 1964-től 2020-ig.

## Összesített éremtáblázat
(A táblázatokban Magyarország és a rendező nemzet sportolói eltérő háttérszínnel, az egyes számoszlopok legmagasabb értéke vagy értékei vastagítással kiemelve.)
| A nyári olimpiai játékok összesített éremtáblázata röplabdában | A nyári olimpiai játékok összesített éremtáblázata röplabdában | A nyári olimpiai játékok összesített éremtáblázata röplabdában | A nyári olimpiai játékok összesített éremtáblázata röplabdában | A nyári olimpiai játékok összesített éremtáblázata röplabdában | Olimpia  |
| -------------------------------------------------------------- | -------------------------------------------------------------- | -------------------------------------------------------------- | -------------------------------------------------------------- | -------------------------------------------------------------- | -------- |
|                                                                | Ország                                                         | Arany                                                          | Ezüst                                                          | Bronz                                                          | Összesen |
| 1.                                                             | Egyesült Államok (USA)                                         | 11                                                             | 5                                                              | 6                                                              | 22       |
| 2.                                                             | Brazília (BRA)                                                 | 8                                                              | 11                                                             | 5                                                              | 24       |
| 3.                                                             | Szovjetunió (URS)                                              | 7                                                              | 4                                                              | 1                                                              | 12       |
| 4.                                                             | Japán (JPN)                                                    | 3                                                              | 3                                                              | 2                                                              | 8        |
| 5.                                                             | Kína (CHN)                                                     | 3                                                              | 2                                                              | 3                                                              | 8        |
| 6.                                                             | Kuba (CUB)                                                     | 3                                                              | 0                                                              | 2                                                              | 5        |
| 7.                                                             | Németország (GER)                                              | 2                                                              | 0                                                              | 1                                                              | 3        |
| 8.                                                             | Oroszország (RUS)                                              | 1                                                              | 3                                                              | 2                                                              | 6        |
| 9.                                                             | Ausztrália (AUS)                                               | 1                                                              | 1                                                              | 1                                                              | 3        |
| 9.                                                             | Hollandia (NED)                                                | 1                                                              | 1                                                              | 1                                                              | 3        |
| 11.                                                            | Lengyelország (POL)                                            | 1                                                              | 0                                                              | 2                                                              | 3        |
| 12.                                                            | Szerbia és Montenegró (SCG)                                    | 1                                                              | 0                                                              | 1                                                              | 2        |
| 13.                                                            | Franciaország (FRA)                                            | 1                                                              | 0                                                              | 0                                                              | 1        |
| 13.                                                            | Norvégia (NOR)                                                 | 1                                                              | 0                                                              | 0                                                              | 1        |
|                                                                |                                                                |                                                                |                                                                |                                                                |          |
| 15.                                                            | Olaszország (ITA)                                              | 0                                                              | 4                                                              | 3                                                              | 7        |
| 16.                                                            | NDK (GDR)                                                      | 0                                                              | 2                                                              | 0                                                              | 2        |
| 16.                                                            | Az Orosz Olimpiai Bizottság versenyzői (ROC)                   | 0                                                              | 2                                                              | 0                                                              | 2        |
| 18.                                                            | Bulgária (BUL)                                                 | 0                                                              | 1                                                              | 1                                                              | 2        |
| 18.                                                            | Csehszlovákia (TCH)                                            | 0                                                              | 1                                                              | 1                                                              | 2        |
| 18.                                                            | Szerbia (SRB)                                                  | 0                                                              | 1                                                              | 1                                                              | 2        |
| 21.                                                            | Egyesített Csapat (EUN)                                        | 0                                                              | 1                                                              | 0                                                              | 1        |
| 21.                                                            | Peru (PER)                                                     | 0                                                              | 1                                                              | 0                                                              | 1        |
| 21.                                                            | Spanyolország (ESP)                                            | 0                                                              | 1                                                              | 0                                                              | 1        |
|                                                                |                                                                |                                                                |                                                                |                                                                |          |
| 24.                                                            | Argentína (ARG)                                                | 0                                                              | 0                                                              | 2                                                              | 2        |
| 24.                                                            | Svájc (SUI)                                                    | 0                                                              | 0                                                              | 2                                                              | 2        |
| 26.                                                            | Kanada (CAN)                                                   | 0                                                              | 0                                                              | 1                                                              | 1        |
| 26.                                                            | Katar (QAT)                                                    | 0                                                              | 0                                                              | 1                                                              | 1        |
| 26.                                                            | Dél-Korea (KOR)                                                | 0                                                              | 0                                                              | 1                                                              | 1        |
| 26.                                                            | Észak-Korea (PRK)                                              | 0                                                              | 0                                                              | 1                                                              | 1        |
| 26.                                                            | Japán (JPN)                                                    | 0                                                              | 0                                                              | 1                                                              | 1        |
| 26.                                                            | Lettország (LAT)                                               | 0                                                              | 0                                                              | 1                                                              | 1        |
| 26.                                                            | Románia (ROU)                                                  | 0                                                              | 0                                                              | 1                                                              | 1        |
|                                                                |                                                                |                                                                |                                                                |                                                                |          |
| Összesen                                                       | Összesen                                                       | 44                                                             | 44                                                             | 44                                                             | 132      |

## Férfiak
| Olimpia              | Arany | Ezüst | Bronz |
| 1964, Tokió          | Szovjetunió (URS) · Jurij Csesznokov · Jurij Vengerovszkij · Eduard Szibirjakov · Dmitrij Voszkobojnyikov · Vazsa Kacsarava · Sztanyiszlav Ljugajlo · Vitalij Kovalenko · Jurij Pojarkov · Ivans Bugajenkov · Nyikolaj Burobin · Valerij Kalacsihin · Georgij Mondzolevszkij | Csehszlovákia (TCH) · Václav Šmídl · Josef Šorm · Zdeněk Humhal · Josef Labuda · Josef Musil · Petr Kop · Milan Čuda · Karel Paulus · Bohumil Golián · Boris Perušič · Pavel Schenk · Ladislav Toman | Japán (JPN) · Jutaka Demacsi · Cutomu Kojama · Szadatosi Szugahara · Naohiro Ikeda · Jaszutaka Szato · Tosiaki Koszedo · Tokihiko Higucsi · Maszajuki Minami · Takesi Tokutomi · Teruhisza Morijama · Juzo Nakamura · Kacutosi Nekoda                            |
| 1968, Mexikóváros    | Szovjetunió (URS) · Eduard Szibirjakov · Jurij Pojarkov · Georgij Mondzolevszkij · Valerij Kravcsenko · Volodimir Bjeljajev · Jevhen Lapinszkij · Ivans Bugajenkovs · Oļegs Antropovs · Vasilijus Matuševas · Viktor Mihalcsuk · Borisz Terescsuk · Volodimir Ivanov         | Japán (JPN) · Maszajuki Minami · Kacutosi Nekoda · Mamoru Siragami · Iszao Koizumi · Kendzsi Kimura · Jaszuaki Micumori · Naohiro Ikeda · Jungo Morita · Tadajoshi Jokota · Szejdzsi Oko · Tecuo Szatō · Kendzsi Shimaoka | Csehszlovákia (TCH) · Bohumil Golián · Antonín Procházka · Petr Kop · Jiří Svoboda · Josef Musil · Lubomír Zajíček · Josef Smolka · Vladimír Petlák · František Sokol · Zdeněk Groessl · Pavel Schenk · Drahomír Koudelka                                        |
| 1972, München        | Japán (JPN) · Maszajuki Minami · Kacutosi Nekoda · Kendzsi Kimura · Jungo Morita · Tadajoshi Jokota · Szejdzsi Oko · Tecuo Szatō · Kendzsi Shimaoka · Josihide Fukao · Jazo Nakamura · Jaszuhiro Nogucsi · Tecuo Nisimoto                                                    | NDK (GDR) · Arnold Schulz · Wolfgang Webner · Siegfried Schneider · Wolfgang Weise · Rudi Schumann · Eckehard Pietzsch · Wolfgang Löwe · Wolfgang Maibohm · Rainer Tscharke · Jürgen Maune · Horst Peter · Horst Hagen | Szovjetunió (URS) · Valerij Kravcsenko · Jurij Pojarkov · Jevhen Lapinszkij · Jefim Csulak · Vlagyimir Putyatov · Vlagyimir Patkin · Leonyid Zajko · Jurij Sztarunszkij · Vlagyimir Kondra · Vjacseszlav Domanij · Viktor Borscs · Alekszandr Saprikin           |
| 1976, Montréal       | Lengyelország (POL) · Włodzimierz Stefański · Bronisław Bebel · Lech Łasko · Edward Skorek · Tomasz Wójtowicz · Wiesław Gawłowski · Mirosław Rybaczewski · Zbigniew Lubiejewski · Ryszard Bosek · Włodzimierz Sadalski · Zbigniew Zarzycki · Marek Karbarz                   | Szovjetunió (URS) · Anatolij Poliscsuk · Vjacseszlav Zajcev · Jefim Csulak · Vlagyimir Dorohov · Alekszandr Jermilov · Pāvels Seļivanovs · Oleh Moliboha · Vlagyimir Kondra · Jurij Sztarunszkij · Vlagyimir Csernisov · Vlagyimir Ulanov · Alekszandr Szavin                                                                         | Kuba (CUB) · Leonel Marshall · Victoriano Sarmientos · Ernesto Martinez · Víctor García · Carlos Salas · Raúl Vilches · Jesús Savigne · Lorenzo Martínez · Diego Lapera · Antonio Rodríguez · Alfredo Figueredo · Jorge Pérez Vento                              |
| 1980, Moszkva        | Szovjetunió (URS) · Vlagyimir Csernisov · Vlagyimir Dorohov · Alekszandr Jermilov · Vlagyimir Kondra · Valerij Krivov · Fjodor Lascsonov · Viljar Loor · Oleh Moliboha · Jurij Pancsenko · Alekszandr Szavin · Pāvels Seļivanovs · Vjacseszlav Zajcev                        | Bulgária (BUL) · Jordan Angelov · Dimitar Dimitrov · Sztefan Dimitrov · Sztojan Guncsev · Hriszto Iliev · Petko Petkov · Kaszpar Szimeonov · Hriszto Sztojanov · Mitko Todorov · Cano Canov · Emil Valcsev · Dimitar Zlatanov | Románia (ROU) · Marius Căta-Chiţiga · Valter Chifu · Laurenţiu Dumănoiu · Günther Enescu · Dan Gîrleanu · Sorin Macavei · Viorel Manole · Florin Mina · Corneliu Oros · Nicolae Pop · Constantin Sterea · Nicu Stoian                                            |
| 1984, Los Angeles    | Egyesült Államok (USA) · Douglas Dvorak · Dave Saunders · Steven Salmons · Paul Sunderland · Rich Duwelius · Steve Timmons · Craig Buck · Marc Waldie · Chris Marlowe · Aldis Berzins · Patrick Powers · Karch Kiraly                                                        | Brazília (BRA) · Amauri Ribeiro · Antônio Carlos Gueiros Ribeiro · Bernard Rajzman · Bernardo Rocha de Rezende · Domingos Lampariello Neto · Fernando Roscio de Ávila · Marcus Vinícius Simões Freire · José Montanaro Junior · Renan Dal Zotto · Rui Campos do Nascimento · William Carvalho da Silva · Mário Xandó de Oliveira Neto | Olaszország (ITA) · Franco Bertoli · Francesco Dall'Olio · Giancarlo Dametto · Guido De Luigi · Giovanni Errichiello · Giovanni Lanfranco · Andrea Lucchetta · Pier Paolo Lucchetta · Marco Negri · Piero Rebaudengo · Paolo Vecchi · Fabio Vullo                |
| 1988, Szöul          | Egyesült Államok (USA) · Troy Tanner · Dave Saunders · Jonathan Root · Robert Ctvrtlik · Douglas Partie · Steve Timmons · Craig Buck · Scott Fortune · Ricci Luyties · Jeffrey Stork · Eric Sato · Karch Kiraly                                                              | Szovjetunió (URS) · Jurij Pancsenko · Andrej Kuznyecov · Vjacseszlav Zajcev · Igor Runov · Vlagyimir Skurihin · Jevgenyij Kraszilnyikov · Raimonds Vilde · Valerij Loszev · Jurij Szapega · Olekszandr Szorokalet · Jaroszlav Antonov · Jurij Cserednyik                                                                              | Argentína (ARG) · Claudio Zulianello · Daniel Castellani · Esteban Martinez · Alejandro Diz · Daniel Colla · Carlos Weber · Hugo Conte · Waldo Kantor · Raul Quiroga · Jon Uriarte · Esteban de Palma · Juan Cuminetti                                           |
| 1992, Barcelona      | Brazília (BRA) · Amauri · Carlão · Douglas · Giovane · Janelson · Jorge Edson · Maurício Lima · Marcelo Negrão · Paulão · Pampa · Talmo · Tande | Hollandia (NED) · Edwin Benne · Peter Blangé · Ron Boudrie · Henk-Jan Held · Martin van der Horst · Marko Klok · Olof van der Meulen · Jan Posthuma · Avital Selinger · Martin Teffer · Ronald Zoodsma · Ron Zwerver | Egyesült Államok (USA) · Nick Becker · Carlos Briceno · Bob Ctvrtlik · Scott Fortune · Dan Greenbaum · Brent Hilliard · Bryan Ivie · Douglas Partie · Bob Samuelson · Eric Sato · Jeff Stork · Steve Timmons                                                     |
| 1996, Atlanta        | Hollandia (NED) · Peter Blangé · Guido Görtzen · Rob Grabert · Henk-Jan Held · Misha Latuhihin · Jan Posthuma · Brecht Rodenburg · Richard Schuil · Bas van de Goor · Mike van de Goor · Olaf van der Meulen · Ron Zwerver                                                   | Olaszország (ITA) · Lorenzo Bernardi · Vigor Bovolenta · Marco Bracci · Luca Cantagalli · Andrea Gardini · Andrea Giani · Pasquale Gravina · Marco Meoni · Samuele Papi · Andrea Sartoretti · Paolo Tofoli · Andrea Zorzi | Jugoszlávia (YUG) · Vladimir Batez · Dejan Brđović · Đorđe Ðurić · Andrija Gerić · Nikola Grbić · Vladimir Grbić · Rajko Jokanović · Slobodan Kovač · Strahinja Kozic · Đula Mešter · Žarko Petrović · Željko Tanasković · Goran Vujević                         |
| 2000, Sydney         | Jugoszlávia (SCG) · Vladimir Batez · Slobodan Boškan · Andrija Gerić · Nikola Grbić · Vladimir Grbić · Slobodan Kovač · Đula Mešter · Vasa Mijić · Ivan Miljković · Veljko Petković · Goran Vujević · Igor Vušurović                                                         | Oroszország (RUS) · Alekszandr Geraszimov · Valerij Gorjusev · Vagyim Hamutckih · Roman Jakovlev · Alekszej Kazakov · Alekszej Kulesov · Jevgenyij Mitykov · Ruszlan Olihver · Igor Sulepov · Ilja Szaveljev · Szergej Tyetyuhin · Konsztantyin Usakov                                                                                | Olaszország (ITA) · Marco Bracci · Andrea Gardini · Andrea Giani · Pasquale Gravina · Marco Meoni · Samuele Papi · Andrea Sartoretti · Paolo Tofoli · Luigi Mastrangelo · Simone Rosalba · Mirko Corsano · Alessandro Fei                                        |
| 2004, Athén          | Brazília (BRA) · Dante Guimarães Amaral · Nalbert Bitencourt · Gustavo Endres · Ricardo Bermudez Garcia · Gilberto Godoy Filho · André Heller · Maurício Lima · André Nascimento · Anderson Rodrigues · Rodrigo Santana · Sérgio Dutra Santos · Giovane Gávio                | Olaszország (ITA) · Matej Cernic · Alberto Cisolla · Paolo Cozzi · Alessandro Fei · Andrea Giani · Luigi Mastrangelo · Samuele Papi · Damiano Pippi · Andrea Sartorelli · Paolo Tofoli · Valerio Vermiglio · Venceslav Simeonov | Oroszország (RUS) · Pavel Abramov · Szergej Baranov · Tarasz Htyej · Sztanyiszlav Gyinyejkin · Andrej Jegorcsev · Alekszej Kazakov · Vagyim Hamutckih · Alekszandr Koszarev · Alekszej Kulesov · Szergej Tyetyuhin · Konsztantyin Usakov · Alekszej Verbov       |
| 2008, Peking         | Egyesült Államok (USA) · Lloy Ball · Sean Rooney · David Lee · Richard Lambourne · William Priddy · Ryan Millar · Riley Salmon · Thomas Hoff · Clayton Stanley · Kevin Hansen · Gabriel Gardner · Scott Touzinsky                                                            | Brazília (BRA) · Bruno Rezende · Marcelo Elgarten · André Heller · Samuel Fuchs · Gilberto Godoy Filho · Murilo Endres · André Nascimento · Sérgio Dutra Santos · Anderson Rodrigues · Gustavo Endres · Rodrigo Santana · Dante Guimarães Amaral                                                                                      | Oroszország (RUS) · Alekszandr Kornyejev · Szemjon Poltavszkij · Alekszandr Koszarev · Szergej Grankin · Szergej Tyetyuhin · Vagyim Hamutckih · Jurij Berezsko · Alekszej Osztapenko · Alekszandr Volkov · Alekszej Verbov · Makszim Mihajlov · Alekszej Kulesov |
| 2012, London         | Oroszország (RUS) · Nyikolaj Apalikov · Tarasz Htyej · Szergej Grankin · Szergej Tyetyuhin · Alekszandr Szokolov · Jurij Berezsko · Alekszandr Butyko · Dmitrij Muszerszkij · Dmitrij Iljinih · Makszim Mihajlov · Alekszandr Volkov · Alekszej Obmocsajev                   | Brazília (BRA) · Bruno Rezende · Wallace de Souza · Sidão · Leandro Vissotto · Giba · Murilo Endres · Sérgio Santos · Thiago Soares Alves · Rodrigão · Lucão · Ricardo Garcia · Dante Amaral | Olaszország (ITA) · Cristian Savani · Luigi Mastrangelo · Simone Parodi · Samuele Papi · Michal Lasko · Ivan Zaytsev · Dante Boninfante · Dragan Travica · Alessandro Fei · Emanuele Birarelli · Andrea Bari · Andrea Giovi                                      |
| 2016, Rio de Janeiro | Brazília (BRA) · William Arjona · Éder Carbonera · Wallace de Souza · Luiz Felipe Fonteles · Evandro Guerra · Ricardo Lucarelli Souza · Bruno Rezende · Lucas Saatkamp · Sérgio Santos · Maurício Silva · Douglas Souza · Maurício Souza                                     | Olaszország (ITA) · Oleg Antonov · Emanuele Birarelli · Simone Buti · Massimo Colaci · Simone Giannelli · Osmany Juantorena · Filippo Lanza · Matteo Piano · Salvatore Rossini · Pasquale Sottile · Luca Vettori · Ivan Zaytsev | Egyesült Államok (USA) · Matt Anderson · Micah Christenson · Maxwell Holt · Thomas Jaeschke · David Lee · William Priddy · Aaron Russell · Taylor Sander · Erik Shoji · Kawika Shoji · David Smith · Murphy Troy                                                 |
| 2020, Tokió          | Franciaország (FRA) · Stephen Boyer · Antoine Brizard · Daryl Bultor · Barthélémy Chinenyeze · Trévor Clévenot · Jenia Grebennikov · Nicolas Le Goff · Yacine Louati · Earvin N'Gapeth · Jean Patry · Kévin Tillie · Benjamin Toniutti                                       | Az Orosz Olimpiai Bizottság versenyzői (ROC) · Gyenyisz Bogdan · Valentyin Golubev · Ivan Jakovlev · Jegor Kljuka · Igor Kobzar · Iljasz Kurkajev · Makszim Mihajlov · Pavel Pankov · Viktor Poletajev · Jaroszlav Podlesznih · Dmitrij Volkov · Artyom Volvics                                                                       | Argentína (ARG) · Facundo Conte · Santiago Danani · Luciano De Cecco · Agustín Loser · Bruno Lima · Ezequiel Palacios · Federico Pereyra · Cristian Poglajen · Martín Ramos · Matías Sánchez · Sebastián Solé                                                    |

### Férfi éremtáblázat
| A nyári olimpiai játékok összesített éremtáblázata férfi röplabdában | A nyári olimpiai játékok összesített éremtáblázata férfi röplabdában | A nyári olimpiai játékok összesített éremtáblázata férfi röplabdában | A nyári olimpiai játékok összesített éremtáblázata férfi röplabdában | A nyári olimpiai játékok összesített éremtáblázata férfi röplabdában | Olimpia  |
| -------------------------------------------------------------------- | -------------------------------------------------------------------- | -------------------------------------------------------------------- | -------------------------------------------------------------------- | -------------------------------------------------------------------- | -------- |
|                                                                      | Ország                                                               | Arany                                                                | Ezüst                                                                | Bronz                                                                | Összesen |
| 1.                                                                   | Brazília (BRA)                                                       | 3                                                                    | 3                                                                    | 0                                                                    | 6        |
| 2.                                                                   | Szovjetunió (URS)                                                    | 3                                                                    | 2                                                                    | 1                                                                    | 6        |
| 3.                                                                   | Egyesült Államok (USA)                                               | 3                                                                    | 0                                                                    | 2                                                                    | 5        |
| 4.                                                                   | Oroszország (RUS)                                                    | 1                                                                    | 1                                                                    | 2                                                                    | 4        |
| 5.                                                                   | Japán (JPN)                                                          | 1                                                                    | 1                                                                    | 1                                                                    | 3        |
| 6.                                                                   | Hollandia (NED)                                                      | 1                                                                    | 1                                                                    | 0                                                                    | 2        |
| 7.                                                                   | Szerbia és Montenegró (SCG)                                          | 1                                                                    | 0                                                                    | 1                                                                    | 2        |
| 8.                                                                   | Franciaország (FRA)                                                  | 1                                                                    | 0                                                                    | 0                                                                    | 1        |
| 8.                                                                   | Lengyelország (POL)                                                  | 1                                                                    | 0                                                                    | 0                                                                    | 1        |
|                                                                      |                                                                      |                                                                      |                                                                      |                                                                      |          |
| 10.                                                                  | Olaszország (ITA)                                                    | 0                                                                    | 3                                                                    | 3                                                                    | 6        |
| 11.                                                                  | Csehszlovákia (TCH)                                                  | 0                                                                    | 1                                                                    | 1                                                                    | 2        |
| 12.                                                                  | Bulgária (BUL)                                                       | 0                                                                    | 1                                                                    | 0                                                                    | 1        |
| 12.                                                                  | NDK (GDR)                                                            | 0                                                                    | 1                                                                    | 0                                                                    | 1        |
| 12.                                                                  | Az Orosz Olimpiai Bizottság versenyzői (ROC)                         | 0                                                                    | 1                                                                    | 0                                                                    | 1        |
|                                                                      |                                                                      |                                                                      |                                                                      |                                                                      |          |
| 15.                                                                  | Argentína (ARG)                                                      | 0                                                                    | 0                                                                    | 2                                                                    | 2        |
| 16.                                                                  | Kuba (CUB)                                                           | 0                                                                    | 0                                                                    | 1                                                                    | 1        |
| 16.                                                                  | Románia (ROU)                                                        | 0                                                                    | 0                                                                    | 1                                                                    | 1        |
|                                                                      |                                                                      |                                                                      |                                                                      |                                                                      |          |
| Összesen                                                             | Összesen                                                             | 15                                                                   | 15                                                                   | 15                                                                   | 45       |

## Nők
| Olimpia              | Arany | Ezüst | Bronz |
| 1964, Tokió          | Japán (JPN) · Maszae Kaszai · Emiko Mijamoto · Kinuko Tanida · Juriko Hauda · Josiko Matsumura · Szada Iszobe · Kacumi Macumura · Joko Sinozaki · Szecuko Szaszaki · Juko Fudzsimoto · Maszeko Kondo · Ajano Sibuki | Szovjetunió (URS) · Antonyina Rizsova · Astra Biltauere · Ninel Lukanina · Ljudmila Buldakova · Nelli Abramova · Tamara Tyihonyina · Valentyina Kamenek-Vinogradova · Inna Riszkal · Marita Katuseva · Tatyjana Roscsina · Valentyina Misak · Ljudmila Gurejeva               | Lengyelország (POL) · Krystyna Czajkowska-Rawska · Józefa Ledwig · Marianna Golimowska · Jadwiga Rutkowska · Danuta Kordaczuk · Krystyna Jakubowska · Jadwiga Marko-Książek · Maria Śliwka · Zofia Szczęśniewska · Krystyna Krupa · Hanna Krystyna Busz · Barbara Hermela-Niemczyk                            |
| 1968, Mexikóváros    | Szovjetunió (URS) · Ljudmila Buldakova · Ljudmila Mihajlovszkaja · Tatyjana Veinberga · Vera Lantratova · Vera Galuska-Dujunova · Tatyjana Szaricseva · Tatyjana Ponyajeva-Tretyakova · Nyina Szmolejeva · Inna Riszkal · Galina Leontyeva · Roza Salihova · Valentyina Kamenyek-Vinogradova                                            | Japán (JPN) · Szecuko Josida · Szuzue Takajama · Tojoko Ivahara · Jouko Kaszahara · Aiko Onozava · Jukijo Kodzsima · Szacsiko Fukunaka · Kunie Sisikura · Szecuko Inoue · Szumie Ojnuma · Makiko Furakava · Keiko Hama                                                        | Lengyelország (POL) · Elżbieta Porzec-Nowak · Zofia Szczęśniewska · Wanda Wiecha-Wanot · Barbara Hermela-Niemczyk · Krystyna Ostromęcka-Guryn · Krystyna Krupa · Jadwiga Marko-Książek · Józefa Ledwig · Krystyna Jakubowska · Lidia Chmielnicka · Krystyna Czajkowska-Rawska · Halina Aszkiełowicz           |
| 1972, München        | Szovjetunió (URS) · Ljudmila Buldakova · Vera Galuska-Dujunova · Ljudmila Borozna · Inna Riszkal · Nyina Szmolejeva · Tatyjana Gonobobleva · Ljubov Tyurina · Galina Leontyeva · Tatyjana Ponyajeva-Tretyakova · Rosa Salihova · Tatyjana Szaricseva · Natalja Kudreva                                                                  | Japán (JPN) · Noriko Jamasita · Szumie Ojnuma · Szeiko Simakage · Makiko Furukava · Takako Iida · Kacumi Macumura · Micsiko Siokava · Takako Sirai · Mariko Okamoto · Keiko Hama · Jaeko Jamazaki · Tojoko Ivahara                                                            | Észak-Korea (PRK) · Csun Ok-Ri · Mjong Szuk-Kim · Zung Bok-Kim · Ok Szun-Kang · Jeun Dzsa-Kim · He Szuk- Hvang · Ok Rim-Jang · Mjong Szuk-Paek · Csun Dzsa-Rjom · Szu Dae-Kim · Ok Dzsin-Jong |
| 1976, Montréal       | Japán (JPN) · Juko Arakida · Takako Iida · Kacuko Kaneszaka · Kijomi Kato · Ecsiko Maeda · Noriko Macuda · Mariko Okamoto · Takako Sirai · Soko Takajanagi · Hiromi Jano · Dzsuri Jokojama · Mariko Joshida | Szovjetunió (URS) · Larisza Bergen · Ljudmila Csernisova · Olga Kozakova · Natalja Kusnyir · Nyina Muradjan · Lilija Oszadcsaja · Anna Rosztova · Ljubov Rudovszkaja · Inna Riszkal · Ljudmila Scsetyinyina · Nyina Szmolejeva · Zoja Juszova                                 | Dél-Korea (KOR) · Baik Mjung-Szun · Bjon Kjung-Dzsa · Csang Hi-Szuk · Jo Hea-Dzsung · Csong Szunok · Ri Szun-Bok · Ri Szun-Ok · Ma Kum-Dzsa · Park Mi-Kum · Jun Joung-Nae · Ju Jung-Hje · Ju Kjung-Va |
| 1980, Moszkva        | Szovjetunió (URS) · Jelena Ahaminova · Jelena Andrejuk · Szvetlana Badulina · Ljudmila Csernisova · Ljubov Kozireva · Ligyia Loginova · Irina Makogonova · Szvetlana Nyikisina · Larisza Pavlova · Nagyezsda Radzevics · Natalja Razumova · Olga Szolovova                                                                              | NDK (GDR) · Katharina Bullin · Barbara Czekalla · Brigitte Fetzer · Andrea Heim · Ute Kostrzewa · Heike Lehmann · Christine Mummhardt · Karin Püschel · Karla Roffeis · Martina Schmidt · Annette Schultz · Anke Westendorf                                                   | Bulgária (BUL) · Verka Boriszova · Cvetana Bozsurina · Roszica Dimitrova · Tanya Dimitrova · Maja Georgieva · Margarita Geraszimova · Tanya Gogova · Valentina Ilieva · Rumjana Kaiseva · Anka Hrisztolova · Szilvija Petrunova · Galina Sztancseva                                                           |
| 1984, Los Angeles    | Kína (CHN) · Hou Ju-csu · Jiang Jing · Lang Ping · Li Jan-csün · Liang Jan · Szu Hui-dzsuan · Jang Hsziao-csün · Jang Hszi-lan · Csang Dzsong-feng · Cseng Mej-csü · Csou Hsziao-lan · Csu Ling | Egyesült Államok (USA) · Jeanne Beauprey · Carolyn Becker · Linda Chisholm · Rita Crockett · Laurie Flachmeier · Debbie Green · Flo Hyman · Rose Magers · Kimberly Ruddins · Julie Vollertsen · Paula Weishoff · Susan Woodstra                                               | Japán (JPN) · Jumi Egami · Norie Hiro · Mioko Hirosze · Kioko Isida · Joko Kagabu · Juko Micuja · Keiko Mijadzsma · Kimie Morita · Kumi Nakada · Emiko Odaka · Szacsiko Otani · Kajoko Szugijama |
| 1988, Szöul          | Szovjetunió (URS) · Valentyina Ogijenko · Jelena Volkova · Marina Kumis · Irina Szmirnova · Tatyjana Szidorenko · Irina Parhomcsuk · Tatyjana Krajnova · Olha Skurnova · Marina Nyikulina · Jelena Ovcsinnyikova · Olga Krivosejeva · Szvetlana Koritova                                                                                | Peru (PER) · Luisa Cervera · Alejandra de la Guerra · Denisse Fajardo · Miriam Gallardo · Rosa García · Sonia Heredia · Katherine Horny · Natalia Málaga · Gabriela Pérez del Solar · Cecilia Tait · Gina Torrealva · Cenaida Uribe                                           | Kína (CHN) · Kuo-Jün Li · Hong Csao · Ju-csu Hou · Ja-Jun Vang · Hszi-Lan Jang · Huj-csüan Szu · Jiang Jing · Jong-Mej Cuj · Hsziao-Csun Jang · Mej-Csü Cseng · Ten Vu · Jüe-Ming Li |
| 1992, Barcelona      | Kuba (CUB) · Regla Bell · Mercedes Calderón · Magaly Carvajal · Marlenis Costa · Ana Fernández · Idalmis Gato · Lilia Izquierdo · Norka Latamblet · Mireya Luis · Tania Ortiz · Raisa O’Farrill · Regla Torres | Egyesített Csapat (EUN) · Valentyina Ogijenko · Natalja Morozova · Marina Nyikulina · Jelena Tyurina · Irina Ilcsenko · Tatyjana Szidorenko · Tatyjana Mencsova · Jevgenyija Artamonova · Galina Lebegyeva · Szvetlana Vaszilevszkaja · Jelena Csebukina · Szvetlana Koritova | Egyesült Államok (USA) · Liane Sato · Paula Weishoff · Yoko Zetterlund · Elaina Oden · Kimberley Oden · Teee Sanders · Caren Kemner · Ruth Lawanson · Tammy Liley · Janet Cobbs · Tara Cross-Battle · Lori Endicott                                                                                           |
| 1996, Atlanta        | Kuba (CUB) · Taismary Agüero · Regla Bell · Magalys Carvajal · Marlenis Costa · Ana Fernández · Mirka Francia · Idalmis Gato · Lilia Izquierdo · Mireya Luis · Raisa O’Farrill · Yumilka Ruíz · Regla Torres | Kína (CHN) · Jong-mej Csuj · Csi Ho · Ja-ven Laj · Jen Li · Hsziao-ning Liu · Ven-li Pan · Jüe Szun · Li-na Vang · Ji Vang · Ce-ling Vang · Jong-mej Vu · Jün-jing Csu | Brazília (BRA) · Ana Ida Alvarez · Leila Barros · Ericléia Filó Bodziak · Hilma Calderia · Ana Paula Connelly · Márcia Fu Cunha · Virna Dias · Ana Moser · Ana Flávia Sanglard · Hélia Rogério Souza · Sandra Suruagy · Fernanda Venturini                                                                    |
| 2000, Sydney         | Kuba (CUB) · Taismary Agüero · Zoila Barros · Regla Bell · Marlenis Costa · Ana Fernández · Mirka Francia · Idalmis Gato · Lilia Izquierdo · Mireya Luis · Yumilka Ruíz · Marta Sánchez · Regla Torres | Oroszország (RUS) · Jevgenyija Artamonova · Anasztaszija Belikova · Jekatyerina Gamova · Jelena Gogyina · Tatyjana Gracseva · Natalja Morozova · Olga Potasova · Ljubov Saskova · Inyessza Szargszjan · Jelizaveta Tyiscsenko · Jelena Tyurina · Jelena Vaszilevszkaja        | Brazília (BRA) · Leila Barros · Virna Dias · Érika Coimbra · Janina Conceição · Kely Fraga · Ricarda Lima · Kátia Lopes · Walewska Oliveira · Elisângela Oliveira · Karin Rodrigues · Raquel Silva · Hélia Rogério Souza                                                                                      |
| 2004, Athén          | Kína (CHN) · Csen Csing (Chen Jing) · Feng Kun · Jang Hao (Yang Hao) · Liu Ja-nan (Liu Yanan) · Li San (Li Shan) · Szung Ni-na (Song Nina) · Csang Jüe-hung (Zhang Yuehong) · Csao Zsuj-zsuj (Zhao Ruirui) · Csou Szu-hung (Zhou Suhong) · Csang Na (Zhang Na) · Csang Ping (Zhang Ping) · Vang Li-na (Wang Lina)                       | Oroszország (RUS) · Jevgenyija Artamonova · Olga Csukanova · Jekatyerina Gamova · Alekszandra Korukovec · Olga Nyikolajeva · Jelena Plotnyikova · Ljubov Saskova · Marina Sesenyina · Natalja Szafronova · Irina Tyebenyihina · Jelizaveta Tyiscsenko · Jelena Tyurina        | Kuba (CUB) · Zoila Barros · Rosir Calderón · Nancy Carrillo · Ana Fernández · Mayvelis Martínez · Liana Mesa · Anniara Muñoz · Yaima Ortíz · Daimí Ramírez · Yumilka Ruíz · Marta Sánchez · Dulce Téllez |
| 2008, Peking         | Brazília (BRA) · Walewska Oliveira · Carolina Albuquerque · Marianne Steinbrecher · Paula Pequeno · Thaísa Menezes · Hélia Rogério Souza · Valeska Menezes · Fabiana Claudino · Welissa Gonzaga · Jaqueline Carvalho · Sheilla Castro · Fabiana de Oliveira                                                                             | Egyesült Államok (USA) · Ogonna Nnamani · Danielle Scott-Arruda · Tayyiba Haneef-Park · Lindsey Berg · Stacy Sykora · Nicole Davis · Heather Bown · Jennifer Joines · Kim Glass · Robyn Ah Mow-Santos · Kim Willoughby · Logan Tom                                            | Kína (CHN) · Vang Ji-mej (Wang Yimei) · Feng Kun · Jang Hao (Yang Hao) · Liu Ja-nan (Liu Yanan) · Vej Csiu-jüe (Wei Qiuyue) · Hszü Jün-li (Xu Yunli) · Csou Szu-hung (Zhou Suhong) · Csao Zsuj-zsuj (Zhao Ruirui) · Hszüe Ming (Xue Ming) · Li Csüan (Li Juan) · Csang Na (Zhang Na) · Ma Jün-ven (Ma Yunwen) |
| 2012, London         | Brazília (BRA) · Fabiana Claudino · Dani Lins · Paula Pequeno · Adenízia da Silva · Thaísa Menezes · Jaqueline Carvalho · Fernanda Ferreira · Tandara Caixeta · Natália Pereira · Sheilla Castro · Fabiana de Oliveira · Fernanda Garay                                                                                                 | Egyesült Államok (USA) · Danielle Scott-Arruda · Tayyiba Haneef-Park · Lindsey Berg · Tamari Miyashiro · Nicole Davis · Jordan Larson · Megan Hodge · Christa Harmotto · Logan Tom · Foluke Akinradewo · Courtney Thompson · Destinee Hooker                                  | Japán (JPN) · Nakamicsi Hitomi · Takesita Josie · Jamagucsi Mai · Araki Erika · Inoue Kaori · Kanó Maiko · Szano Júko · Ótomo-Jamamoto Ai · Sinnabe Risza · Szakoda Szaori · Ebata Jukiko · Kimura Szaori |
| 2016, Rio de Janeiro | Kína (CHN) · Ting Hszia (Ding Xia) · Kung Hsziang-jü (Gong Xiangyu) · Huj Zso-csi (Hui Ruoqi) · Lin Li · Liu Hsziao-tung (Liu Xiaotong) · Ven Csiu-jüe (Wei Qiuyue) · Hszü Jün-li (Xu Yunli) · Jen Ni (Yan Ni) · Jang Fang-hszü (Yang Fangxu) · Jüan Hszin-jüe (Yuan Xinyue) · Csang Csang-ning (Zhang Changning) · Csu Ting (Zhu Ting) | Szerbia (SRB) · Tijana Bošković · Jovana Brakočević · Bianka Buša · Tijana Malešević · Brankica Mihajlović · Jelena Nikolić · Maja Ognjenović · Silvija Popović · Milena Rašić · Jovana Stevanović · Stefana Veljković · Bojana Živković                                      | Egyesült Államok (USA) · Rachael Adams · Foluke Akinradewo · Kayla Banwarth · Alisha Glass · Christa Harmotto · Kimberly Hill · Jordan Larson · Carli Lloyd · Karsta Lowe · Kelly Murphy · Kelsey Robinson · Courtney Thompson                                                                                |
| 2020, Tokió          | Egyesült Államok (USA) · Foluke Akinradewo · Michelle Bartsch-Hackley · Andrea Drews · Micha Hancock · Kimberly Hill · Jordan Larson · Chiaka Ogbogu · Jordyn Poulter · Kelsey Robinson · Jordan Thompson · Haleigh Washington · Justine Wong-Orantes                                                                                   | Brazília (BRA) · Camila Brait · Tandara Caixeta · Macris Carneiro · Ana Beatriz Corrêa · Ana Carolina da Silva · Ana Cristina de Souza · Fernanda Garay · Carol Gattaz · Gabriela Guimarães · Rosamaria Montibeller · Natália Pereira · Roberta Ratzke                        | Szerbia (SRB) · Bianka Buša · Mina Popović · Slađana Mirković · Brankica Mihajlović · Maja Ognjenović · Ana Bjelica · Maja Aleksić · Milena Rašić · Silvija Popović · Tijana Bošković · Bojana Milenković · Jelena Blagojević                                                                                 |

### Női éremtáblázat
| A nyári olimpiai játékok összesített éremtáblázata női röplabdában | A nyári olimpiai játékok összesített éremtáblázata női röplabdában | A nyári olimpiai játékok összesített éremtáblázata női röplabdában | A nyári olimpiai játékok összesített éremtáblázata női röplabdában | A nyári olimpiai játékok összesített éremtáblázata női röplabdában | Olimpia  |
| ------------------------------------------------------------------ | ------------------------------------------------------------------ | ------------------------------------------------------------------ | ------------------------------------------------------------------ | ------------------------------------------------------------------ | -------- |
|                                                                    | Ország                                                             | Arany                                                              | Ezüst                                                              | Bronz                                                              | Összesen |
| 1.                                                                 | Szovjetunió (URS)                                                  | 4                                                                  | 2                                                                  | 0                                                                  | 6        |
| 2.                                                                 | Kína (CHN)                                                         | 3                                                                  | 1                                                                  | 2                                                                  | 6        |
| 3.                                                                 | Kuba (CUB)                                                         | 3                                                                  | 0                                                                  | 1                                                                  | 4        |
| 4.                                                                 | Japán (JPN)                                                        | 2                                                                  | 2                                                                  | 2                                                                  | 6        |
| 5.                                                                 | Brazília (BRA)                                                     | 2                                                                  | 1                                                                  | 2                                                                  | 5        |
| 6.                                                                 | Egyesült Államok (USA)                                             | 1                                                                  | 3                                                                  | 2                                                                  | 6        |
|                                                                    |                                                                    |                                                                    |                                                                    |                                                                    |          |
| 7.                                                                 | Oroszország (RUS)                                                  | 0                                                                  | 2                                                                  | 0                                                                  | 2        |
| 8.                                                                 | Szerbia (SRB)                                                      | 0                                                                  | 1                                                                  | 1                                                                  | 2        |
| 9.                                                                 | Egyesített Csapat (EUN)                                            | 0                                                                  | 1                                                                  | 0                                                                  | 1        |
| 9.                                                                 | NDK (GDR)                                                          | 0                                                                  | 1                                                                  | 0                                                                  | 1        |
| 9.                                                                 | Peru (PER)                                                         | 0                                                                  | 1                                                                  | 0                                                                  | 1        |
|                                                                    |                                                                    |                                                                    |                                                                    |                                                                    |          |
| 12.                                                                | Lengyelország (POL)                                                | 0                                                                  | 0                                                                  | 2                                                                  | 2        |
| 13.                                                                | Bulgária (BUL)                                                     | 0                                                                  | 0                                                                  | 1                                                                  | 1        |
| 13.                                                                | Észak-Korea (PRK)                                                  | 0                                                                  | 0                                                                  | 1                                                                  | 1        |
| 13.                                                                | Dél-Korea (KOR)                                                    | 0                                                                  | 0                                                                  | 1                                                                  | 1        |
|                                                                    |                                                                    |                                                                    |                                                                    |                                                                    |          |
| Összesen                                                           | Összesen                                                           | 15                                                                 | 15                                                                 | 15                                                                 | 45       |

## Strandröplabda

### Férfi strandröplabda

#### Érmesek
| A nyári olimpiai játékok férfi strandröplabda érmesei |                                                         |                                                                                                |                                                       |
| Olimpia                                               | Arany                                                   | Ezüst                                                                                          | Bronz                                                 |
| 1996, Atlanta                                         | Egyesült Államok (USA) · Karch Kiraly · Kent Steffes    | Egyesült Államok (USA) · Michael Dodd · Mike Whitmarsh                                         | Kanada (CAN) · John Child · Mark Heese                |
| 2000, Sydney                                          | Egyesült Államok (USA) · Dain Blanton · Eric Fonoimoana | Brazília (BRA) · Zé Marco de Melo · Ricardo Santos                                             | Németország (GER) · Axel Hager · Jörg Ahmann          |
| 2004, Athén                                           | Brazília (BRA) · Ricardo Santos · Emanuel Rego          | Spanyolország (ESP) · Javier Bosma · Pablo Herrera                                             | Svájc (SUI) · Stefan Kobel · Patrick Heuscher         |
| 2008, Peking                                          | Egyesült Államok (USA) · Phil Dalhausser · Todd Rogers  | Brazília (BRA) · Fabio Luiz Magalhães · Márcio Araújo                                          | Brazília (BRA) · Ricardo Santos · Emanuel Rego        |
| 2012, London                                          | Németország (GER) · Julius Brink · Jonas Reckermann     | Brazília (BRA) · Alison Cerutti · Emanuel Rego                                                 | Lettország (LAT) · Mārtiņš Pļaviņš · Jānis Šmēdiņš    |
| 2016, Rio de Janeiro                                  | Brazília (BRA) · Alison Cerutti · Bruno Oscar Schmidt   | Olaszország (ITA) · Daniele Lupo · Paolo Nicolai                                               | Hollandia (NED) · Alexander Brouwer · Robert Meeuwsen |
| 2020, Tokió                                           | Norvégia (NOR) · Anders Mol · Christian Sørum           | Az Orosz Olimpiai Bizottság versenyzői (ROC) · Vjacseszlav Kraszilnyikov · Oleg Sztojanovszkij | Katar (QAT) · Ahmed Tijan · Cherif Younousse          |

#### Éremtáblázat
| A nyári olimpiai játékok összesített éremtáblázata férfi strandröplabdában | A nyári olimpiai játékok összesített éremtáblázata férfi strandröplabdában | A nyári olimpiai játékok összesített éremtáblázata férfi strandröplabdában | A nyári olimpiai játékok összesített éremtáblázata férfi strandröplabdában | A nyári olimpiai játékok összesített éremtáblázata férfi strandröplabdában | Olimpia  |
| -------------------------------------------------------------------------- | -------------------------------------------------------------------------- | -------------------------------------------------------------------------- | -------------------------------------------------------------------------- | -------------------------------------------------------------------------- | -------- |
|                                                                            | Ország                                                                     | Arany                                                                      | Ezüst                                                                      | Bronz                                                                      | Összesen |
| 1.                                                                         | Egyesült Államok (USA)                                                     | 3                                                                          | 1                                                                          | 0                                                                          | 4        |
| 2.                                                                         | Brazília (BRA)                                                             | 2                                                                          | 3                                                                          | 1                                                                          | 6        |
| 3.                                                                         | Németország (GER)                                                          | 1                                                                          | 0                                                                          | 1                                                                          | 2        |
| 4.                                                                         | Norvégia (NOR)                                                             | 1                                                                          | 0                                                                          | 0                                                                          | 1        |
|                                                                            |                                                                            |                                                                            |                                                                            |                                                                            |          |
| 5.                                                                         | Olaszország (ITA)                                                          | 0                                                                          | 1                                                                          | 0                                                                          | 1        |
| 5.                                                                         | Az Orosz Olimpiai Bizottság versenyzői (ROC)                               | 0                                                                          | 1                                                                          | 0                                                                          | 1        |
| 5.                                                                         | Spanyolország (ESP)                                                        | 0                                                                          | 1                                                                          | 0                                                                          | 1        |
|                                                                            |                                                                            |                                                                            |                                                                            |                                                                            |          |
| 8.                                                                         | Kanada (CAN)                                                               | 0                                                                          | 0                                                                          | 1                                                                          | 1        |
| 8.                                                                         | Hollandia (NED)                                                            | 0                                                                          | 0                                                                          | 1                                                                          | 1        |
| 8.                                                                         | Katar (QAT)                                                                | 0                                                                          | 0                                                                          | 1                                                                          | 1        |
| 8.                                                                         | Lettország (LAT)                                                           | 0                                                                          | 0                                                                          | 1                                                                          | 1        |
| 8.                                                                         | Svájc (SUI)                                                                | 0                                                                          | 0                                                                          | 1                                                                          | 1        |
|                                                                            |                                                                            |                                                                            |                                                                            |                                                                            |          |
| Összesen                                                                   | Összesen                                                                   | 7                                                                          | 7                                                                          | 7                                                                          | 21       |

### Női strandröplabda

#### Érmesek
| A nyári olimpiai játékok női strandröplabda érmesei |                                                                   |                                                               |                                                            |
| Olimpia                                             | Arany                                                             | Ezüst                                                         | Bronz                                                      |
| 1996, Atlanta                                       | Brazília (BRA) · Jacqueline Silva · Sandra Pires                  | Brazília (BRA) · Monica Rodrigues · Adriana Samuel            | Ausztrália (AUS) · Natalie Cook · Kerri Pottharst          |
| 2000, Sydney                                        | Ausztrália (AUS) · Natalie Cook · Kerri Pottharst                 | Brazília (BRA) · Adriana Behar · Shelda Bede                  | Brazília (BRA) · Adriana Samuel · Sandra Pires             |
| 2004, Athén                                         | Egyesült Államok (USA) · Kerri Walsh · Misty May                  | Brazília (BRA) · Shelda Bede · Adriana Behar                  | Egyesült Államok (USA) · Holly McPeak · Elaine Youngs      |
| 2008, Peking                                        | Egyesült Államok (USA) · Kerri Walsh · Misty May-Treanor          | Kína (CHN) · Tien Csia (Tian Jia) · Vang Csie (Wang Jie)      | Kína (CHN) · Hszüe Csen (Xue Chen) · Csang Hszi (Zhang Xi) |
| 2012, London                                        | Egyesült Államok (USA) · Kerri Walsh Jennings · Misty May-Treanor | Egyesült Államok (USA) · Jennifer Kessy · April Ross          | Brazília (BRA) · Juliana Felisberta · Larissa França       |
| 2016, Rio de Janeiro                                | Németország (GER) · Laura Ludwig · Kira Walkenhorst               | Brazília (BRA) · Ágatha Bednarczuk · Bárbara Seixas           | Egyesült Államok (USA) · April Ross · Kerri Walsh Jennings |
| 2020, Tokió                                         | Egyesült Államok (USA) · April Ross · Alix Klineman               | Ausztrália (AUS) · Taliqua Clancy · Mariafe Artacho del Solar | Svájc (SUI) · Joana Heidrich · Anouk Vergé-Dépré           |

#### Éremtáblázat
| A nyári olimpiai játékok összesített éremtáblázata női strandröplabdában | A nyári olimpiai játékok összesített éremtáblázata női strandröplabdában | A nyári olimpiai játékok összesített éremtáblázata női strandröplabdában | A nyári olimpiai játékok összesített éremtáblázata női strandröplabdában | A nyári olimpiai játékok összesített éremtáblázata női strandröplabdában | Olimpia  |
| ------------------------------------------------------------------------ | ------------------------------------------------------------------------ | ------------------------------------------------------------------------ | ------------------------------------------------------------------------ | ------------------------------------------------------------------------ | -------- |
|                                                                          | Ország                                                                   | Arany                                                                    | Ezüst                                                                    | Bronz                                                                    | Összesen |
| 1.                                                                       | Egyesült Államok (USA)                                                   | 4                                                                        | 1                                                                        | 2                                                                        | 7        |
| 2.                                                                       | Brazília (BRA)                                                           | 1                                                                        | 4                                                                        | 2                                                                        | 7        |
| 3.                                                                       | Ausztrália (AUS)                                                         | 1                                                                        | 1                                                                        | 1                                                                        | 3        |
| 4.                                                                       | Németország (GER)                                                        | 1                                                                        | 0                                                                        | 0                                                                        | 1        |
|                                                                          |                                                                          |                                                                          |                                                                          |                                                                          |          |
| 5.                                                                       | Kína (CHN)                                                               | 0                                                                        | 1                                                                        | 1                                                                        | 2        |
|                                                                          |                                                                          |                                                                          |                                                                          |                                                                          |          |
| 6.                                                                       | Svájc (SUI)                                                              | 0                                                                        | 0                                                                        | 1                                                                        | 1        |
|                                                                          |                                                                          |                                                                          |                                                                          |                                                                          |          |
| Összesen                                                                 | Összesen                                                                 | 7                                                                        | 7                                                                        | 7                                                                        | 21       |